# Buenos días, Madrid
Buenos días, Madrid es un magacín matinal radiotelevisivo que se emite de lunes a viernes en Telemadrid y Onda Madrid. En Telemadrid es presentado por Ricardo Altable, Raquel Pina, María López y Antonio López y en Onda Madrid por Javier Fernández-Mardomingo y Ely del Valle.

## Formato
El programa se emite de 7:00 a 11:30 en Telemadrid, conducido por Ricardo Altable y Laura Gómez y en Onda Madrid es presentado y dirigido por Javier Fernández-Mardomingo de 6:00 a 10:00 y por Ely del Valle de 10:00 a 13:00. 
En su versión televisiva, el formato cuenta con conexiones con reporteros distribuidos en directo por toda la comunidad, para hacer un programa próximo al ciudadano y atento a las demandas de los espectadores.
El programa se estructura en tres grandes bloques. El primero, hasta las 8:30 es un contenedor de actualidad e información de servicio público, con la última hora de las carreteras, el Metro, los Cercanías y el tiempo, junto a otros contenidos informativos de última hora. Además, tiene boletines informativos actualizados a las 7:00, 7:30, 8:00, 9:00 y 10:00.
De 8:30 a 10:30, es el espacio para la tertulia y las entrevistas. 
Los periodistas Cristina Fallarás y Alfonso Merlos protagonizan a diario la sección La réplica, en la que ambos se enfrentan y debaten, con dos visiones diametralmente opuestas, sobre los temas de actualidad de cada jornada.
En la última franja del programa, hasta las 11:30, se da relevancia a la crónica de sucesos y hay también mesa de crónica social con grandes firmas de la prensa rosa: María Eugenia Yagüe, Consuelo Font, Eduardo Verbo, Nacho Gay y Jaime Peñafiel, entre otros. Además, la periodista Amalia Enríquez es la encargada de las entrevistas en profundidad a las celebrities de nuestro país.
Entre los colaboradores están también el presentador Luis Quevedo y el jefe del área de Salud de Radio Televisión Madrid, Alipio Gutiérrez, que tiene una sección sobre salud.

## Historia
Buenos días, Madrid nació en 1994 como informativo televisivo matinal.
Desde 2000 hasta 2002 fue conducido por Alipio Gutiérrez e Inma Aguilar. 
En 2002, Alipio Gutiérrez asumió la dirección del programa y le acompañó en la presentación Begoña Tormo. En julio de 2008, Alipio se marchó de Telemadrid para dirigir Esta mañana en La 1 y le sustituyó Jota Abril. En septiembre de 2010, Begoña Tormo abandonó el programa y fue sustituida por Isabel Gónzalez. En septiembre de 2011, Jota Abril dejó el magacín para hacerse cargo de la presentación de Telenoticias 1 en la misma cadena. Desde ese momento el programa fue presentado por Mercedes Landete e Isabel González. En diciembre de 2012, finalizó la primera etapa de 18 años a la que le sucedió un parón de más de 4 años y medio.
El 11 de septiembre de 2017 el programa regresó a Onda Madrid, de la mano de Alipio Gutiérrez y Begoña Tormo. 
A la semana siguiente, el 18 de septiembre de 2017, el reconocido magazín televisivo también volvió a Telemadrid con Santi Acosta, Marta Landín y Cristina Ortega. Desde el 21 de mayo al 1 de junio de 2018, Santi Acosta fue apartado del programa y dejó de aparecer en él de forma definitiva el 22 de junio de 2018. Entre el 25 de junio y el 7 de septiembre de 2018, Valentín Ortega se hizo cargo del programa junto con Cristina Ortega y Marta Landín.
Desde el 3 de septiembre de 2018, el programa en Onda Madrid lo conducen Juan Pablo Colmenarejo y Ely del Valle.
A partir del 10 de septiembre de 2018, el programa en Telemadrid es presentado por Ricardo Altable y Verónica Sanz. En septiembre de 2019, Verónica Sanz abandona el espacio para copresentar La Sexta noche y es sustituida por Isabel Gónzalez.
Desde el 31 de agosto de 2020, Irenka Zufiría, presentadora del bloque de deportes del informativo durante la temporada anterior, pasa a ser copresentadora del programa con Ricardo Altable, Isabel González, María López y Antonio López.
Desde el 6 de septiembre de 2021, Laura Gómez dirige y presenta el programa con Ricardo Altable. Siguen copresentando Antonio López y María López. Irenka Zufiría e Isabel González pasan a ser reporteras.
Desde el 2 de septiembre de 2024, Raquel Pina es la nueva presentadora y directora del matinal junto con Ricardo Altable. Siguen copresentando Antonio López y María López. Laura Gómez deja el programa tras siete años para presentar el Telenoticias 2.
El programa ha servido como cantera y trampolín televisivo, para varias caras conocidas, como: Roberto Brasero, actualmente en Antena 3; Edurne Arbeloa, David Moreno, Esther Nguema, Saúl Montes o Noelia Jiménez.

## Reconocimientos

### Premios Iris
| Año  | Categoría                             | Resultado |
| ---- | ------------------------------------- | --------- |
| 2003 | Mejor programa informativo autónomico | Nominado  |
| 2004 | Mejor programa informativo autónomico | Ganador   |
| 2005 | Mejor programa informativo autónomico | Nominado  |